# Futsal-liiga 1997
La Futsal-liiga 1997 è stata la prima edizione del campionato finlandese di calcio a 5, svoltasi nel 1997 ha celebrato la fase finale ad eliminazione diretta a Jyväskylä tra il 29 novembre e il 30 novembre.

## Prima fase

### Girone 1
| Pos | Squadra                                  | Pti | G | V | N | P | GF | GS |
| --- | ---------------------------------------- | --- | - | - | - | - | -- | -- |
| 1   | FC Kampuksen Dynamo, Jyväskylä (FC KD)   | 6   | 2 | 2 | 0 | 0 | 20 | 6  |
| 2   | Gamlakarleby Bollklubb, Kokkola (GBK)    | 3   | 2 | 1 | 0 | 1 | 18 | 8  |
| 3   | Pihlavan Työväen Urheilijat, Pori (PiTU) | 0   | 2 | 0 | 0 | 2 | 5  | 29 |

### Girone 2
| Pos | Squadra                       | Pti | G | V | N | P | GF | GS |
| --- | ----------------------------- | --- | - | - | - | - | -- | -- |
| 1   | Malmin Ponnistajat (MalPo)    | 6   | 2 | 2 | 0 | 0 | 31 | 10 |
| 2   | Tammer Futis, Tampere (TamFu) | 3   | 2 | 1 | 0 | 1 | 29 | 20 |
| 3   | Åbo IFK (ÅIFK)                | 0   | 2 | 0 | 0 | 2 | 11 | 41 |

### Girone 3
| Pos | Squadra                                   | Pti | G | V | N | P | GF | GS |
| --- | ----------------------------------------- | --- | - | - | - | - | -- | -- |
| 1   | Kings Soccer Club, Kuopio (Kings)         | 6   | 2 | 2 | 0 | 0 | 32 | 17 |
| 2   | Gamlakarleby Bollklubb/2, Kokkola (GBK/2) | 1   | 2 | 0 | 1 | 1 | 19 | 20 |
| 3   | Törnävän Pallo-55 (TP-Sjoki)              | 1   | 2 | 0 | 1 | 1 | 12 | 26 |

### Girone 4
| Pos | Squadra                          | Pti | G | V | N | P | GF | GS |
| --- | -------------------------------- | --- | - | - | - | - | -- | -- |
| 1   | Duck Park Rangers, Tampere (DPR) | 3   | 2 | 1 | 0 | 1 | 16 | 14 |
| 2   | Lappajärven Veikot (LaVe)        | 3   | 2 | 1 | 0 | 1 | 22 | 21 |
| 3   | FC Honka, Espoo (Honka)          | 3   | 2 | 1 | 0 | 1 | 19 | 22 |

## Seconda fase

### Quarti di finale
- FC KD - ÅIFK 16-14
- Kings - Honka 18-4
- MalPo - GBK/2 10-2
- LaVe - GBK 15-7

### Semifinali
- FC KD - Kings 8-6
- MalPo - LaVe 16-5

### Finale
- FC KD - MalPo    	7 - 10